# 2011 UW411
2011 UW411, também escrito como 2011 UW411, é um objeto transnetuniano que está localizado no Cinturão de Kuiper, uma região do Sistema Solar. Ele possui uma magnitude absoluta de 8,4 e tem um diâmetro estimado com cerca de 92 km.

## Descoberta
2011 UW411 foi descoberto no dia 24 de outubro de 2011 pelo astrônomo M. Alexandersen.

## Órbita
A órbita de 2011 UW411 tem uma excentricidade de 0,168 e possui um semieixo maior de 43,817 UA. O seu periélio leva o mesmo a uma distância de 36,465 UA em relação ao Sol e seu afélio a 51,170 UA.